# Ursins
Pour la famille italienne dont « Les Ursins » est la forme française, voir Famille Orsini.
Ursins est une commune suisse du canton de Vaud, située dans le district du Jura-Nord vaudois. Elle compte 239 habitants en 2022. Le village d'Ursins se situe à environ 650 mètres d'altitude, entre la plaine de l'Orbe et la vallée de la Menthue.

## Histoire
Un temple gallo-romain, deux autres sanctuaires et divers bâtiments découverts par prospection aérienne en 2003 indiquent qu'Ursins était un important centre religieux régional entre 50 av. J.-C. et 250 apr. J.-C. Le village est connu sous le nom de in Ursingio en 1008 puis d'Ursi en 1174 Ursi. Il fait partie de la seigneurie de Belmont puis, à l'époque bernoise, du bailliage d'Yverdon. Il fait ensuite partie du district d'Yverdon de 1798 à 2007 et du district du Jura-Nord vaudois depuis 2008.

### Héraldique
| Armes d'Ursins | Les armes de la commune d'Ursins se blasonnent ainsi : Palé d'argent et d'azur à la bande de gueules brochante, chargée de trois têtes d'ours d'or. |

## Géographie
Le village d'Ursins se situe 645 mètres d'altitude, entre la plaine de l'Orbe et la vallée de la Menthue au nord du Gros-de-Vaud sur le plateau suisse. Les sources de la Niauque (affluent du Buron) à l'ouest et du ruisseau du Lin (affluent de la Menthue) à l'est se situent sur le territoire communal. Le point le plus élevé se situe au sud de la commune, dans le Bois de la Tailla à 688 mètres d'altitude.

En plus du village d'Ursins, la commune compte quelques fermes isolées. Les communes voisines sont Pomy, Cronay, Orzens, Essertines-sur-Yverdon et Valeyres-sous-Ursins.
Voir sur Google Maps

## Population

### Surnom
Les habitants de la commune sont surnommés les Pattâi (les chiffonniers en patois vaudois),.

### Démographie
Ursins compte 231 habitants en 2022. Sa densité de population atteint 69 hab./km2.
En 2000, la population d'Ursins est composée de 82 hommes (48,2 %) et 88 femmes (51,8 %). Il y a 158 Suisses (92,9 %) et 12 étrangers (7,1 %). La langue la plus parlée est le français, avec 164 locuteurs (96,5 %). Sur le plan religieux, la communauté protestante reformée est la plus importante avec 134 personnes (78,8 %), suivie des catholiques romains (9 ou 5,3 %). 20 personnes (11,8 %) n'ont aucune appartenance religieuse.
Le graphique suivant résume l'évolution de la population d'Ursins entre 1850 et 2010 :

## Politique
Sur le plan communal, Ursins est dirigé par une municipalité formée de cinq membres et dirigée par un syndic pour l'exécutif et un Conseil général dirigé par un président et secondé par un secrétaire pour le législatif.

## Économie
L'économie locale est principalement tournée vers l'agriculture et l'élevage. Depuis les dernières décennies, le village compte de nombreux pendulaires qui travaillent principalement à Yverdon-les-Bains.
Le café du village a fermé en 1947 et l'épicerie en 1977.

## Monuments
L'église Saint-Nicolas du village est construite sur les ruines d'un ancien temple gallo-romain, inscrit comme bien culturel suisse d'importance nationale.

## Transports
L'entrée Yverdon-Sud de l'autoroute A1 (Lausanne-Yverdon), construite en 1981, se trouve à 6 kilomètres d'Ursins. Le village, qui fait partie de la communauté tarifaire vaudoise Mobilis, est desservi par la ligne de car postal 665 (Yverdon-les-Bains-Ursins-Bercher).

## Vie locale
Ursins compte plusieurs sociétés; une société de jeunesse "Jeunesse d'Ursins", une amicale des pompiers "APU", un cœur mixte "La Coccinelle", un groupe de paysannes vaudoises "Les paysannes vaudoise - Groupe de Valeyres-sous-Ursins" ainsi qu'une société de tir "Société de tir du Monthélaz".